# Izračunavanje koordinata
U navigaciji, izračunavanje koordinata je proces izračunavanja nečijeg trenutnog položaja pomoću prethodno određenog položaja, ili fiksiranja, korišćenjem procena brzine i kursa tokom proteklog vremena. Odgovarajući termin u biologiji, koji se koristi za opisivanje procesa pomoću kojih životinje ažuriraju svoje procene položaja ili smera, jeste integracija putanje.
Izračunavanje koordinata je podložno akumulaciji grešaka. Napreci u navigacionim pomagalima koji daju tačne informacije o položaju, posebno satelitskoj navigaciji koja koristi globalni pozicioni sistem, pojednostavili su izračunavanja koordinata, tako da su tradicionalni proračuni zastareli za većinu svrha. Međutim, inercijalni navigacioni sistemi, koji pružaju vrlo tačne informacije o pravcu, koriste izračunavanje koordinata i veoma su široko zastupljeni.

## Greške
Iako izračunavanje koordinata može pružiti najbolje dostupne informacije o trenutnom položaju sa malo matematike ili analize, ono je podložno značajnim greškama usled aproksimacija. Za precizne informacije o položaju, brzina i smer moraju biti tačno poznati u svakom trenutku tokom putovanja. Najvažnije je imati u vidu da izračunavanje koordinata ne uzima u obzir smerni pomak tokom putovanja kroz fluidni medijum. Ove greške imaju tendenciju da se sastavljaju na većim udaljenostima, čineći izračunavanje koordinata teškim metodom navigacije na dužim putovanjima.
Na primer, ako se pomeranje meri brojem rotacija točka, svako odstupanje između stvarne i pretpostavljene pređene udaljenosti po rotaciji, možda zbog klizanja ili nepravilnosti površine, biće izvor greške. Kako se svaka procena položaja vrši u odnosu na prethodnu, greške se vremenom akumuliraju ili slože.
Tačnost izračunavanje koordinata može se znatno povećati korišćenjem drugih pouzdanijih metoda za utvrđivanje novog fiksnog dela puta. Na primer, ako se neko kreće kopnom pri lošoj vidljivosti, tada se izračunavanje koordinata može koristiti za približavanje poznatom položaju orijentira da bi se mogao videti, pre nego što krene do samog orijentira - dajući tačno poznatu početnu tačku - i zatim se nastavlja put.

## Lokalizacija mobilih sensorskih čvorova
Lokalizacija čvora statičkog senzora nije težak zadatak, jer je postavljanje GPS uređaja dovoljno za lokalizaciju. Međutim mobilni senzorski čvor, koji neprekidno menja svoj geografski položaj s vremenom, teško je lokalizovati. Uglavnom se mogu koristiti mobilni senzorski čvorovi unutar određenog domena za prikupljanje podataka, tj. senzorski čvor je priključen na životinju u polju za ispašu ili pričvršćen na vojnika na bojnom polju. Unutar ovih scenarija ne može se priuštiti GPS uređaj za svaki čvor senzora. Neki od razloga za to uključuju troškove, veličinu i utrošak baterije ograničenih senzorskih čvorova. 
Da bi se rešio ovaj problem, koristi se ograničeni broj referentnih čvorova (sa GPS-om) u polju. Ovi čvorovi kontinuirano emituju svoje lokacije, a drugi čvorovi u blizini primaju te lokacije i izračunavaju svoj položaj pomoću neke od matematičkih tehnika, kao što je trilateracija. Za lokalizaciju su potrebne najmanje tri poznate referentne lokacije. U literaturi je predloženo nekoliko algoritama za lokalizaciju zasnovanih na sekvencijalnoj Monte karlovoj (SMC) metodi. Ponekad čvor na nekim mestima primi samo dve poznate lokacije i zbog toga lokalizacija postaje nemoguća. Da bi se prevazišao ovaj problem, koristi se drugačiji pristup izračunavanja kordinata. Pri tome senzorski čvor koristi svoju prethodnu izračunatu lokaciju za lokalizaciju u kasnijim vremenskim intervalima. Na primer, u trenutku 1, ako čvor A izračuna svoj položaj kao loca_1 uz pomoć tri poznate referentne lokacije; tada u trenutku 2 koristi loca_1 zajedno sa još dve referentne lokacije primljene od druga dva referentna čvora. Ovo ne samo da lokalizuje čvor za manje vremena, već se lokalizacija vrši na položajima na kojima je teško dobiti tri referentne lokacije.

## Životinjska navigacija
U studijama životinjske navigacije, izračunavanje koordinata je češće (iako ne isključivo) poznato kao integracija puta. Životinje je koriste za procenu trenutne lokacije na osnovu kretanja sa poslednje poznate lokacije. Pokazano je da životinje kao što su mravi, glodari i guske neprekidno prate svoje lokacije u odnosu na polaznu tačku i vraćaju se u nju, što je važna veština za tragače za hranom sa fiksnim domom.

## Pomorska navigacija
U pomorskoj plovidbi izračunavanje koordinata generalno ne uzima u obzir uticaj struja ili vetra. Na brodu se grafik izračunavanja koordinata smatra važnom u proceni informacija o položaju i planiranju kretanja plovila.

## Autonomna navigacija u robotici
Izračunavanje koordinata se koristi u pojedinim robotskim aplikacijama. Ono se obično koristi za smanjenje potrebe za senzorskom tehnologijom, kao što su ultrazvučni senzori, GPS ili postavljanje nekih linearnih i rotacionih enkodera, u autonomni robot, čime se u velikoj meri smanjuju troškovi i složenost na štetu performansi i ponovljivosti. Pravilno korišćenje izračunavanja koordinata u ovom smislu bi bilo isporučivanje poznatog procenta električne snage ili hidrauličkog pritiska pogonskim motorima robota tokom datog vremena od opšte polazne tačke. Izračunavanje koordinata nije potpuno tačno, što može dovesti do grešaka u procenama udaljenosti u rasponu od nekoliko milimetara (u CNC obradi) do kilometara (u UAV uređajima), na osnovu trajanja vožnje, brzine robota, dužine puta, i nekoliko drugih faktora.

## Literatura
- Lockley, Ronald M. (1967). Animal Navigation. Pan Books.
- Lockley, Ronald M. (1942). Shearwaters. J. M. Dent.
- Redish, A. David (1999). Beyond the Cognitive Map (PDF). MIT Press.
- Tinbergen, Nico (1984). Curious Naturalists (Revised изд.). University of Massachusetts Press.
- von Frisch, Karl (1953). The Dancing Bees. Harcourt, Brace & World.
- Gauthreaux, Sidney A. (1980). Animal Migration, Orientation, and Navigation. Academic Press.
- Keeton, William (1972). Effects of magnets on pigeon homing.. pages 579–594 in Animal Orientation and Navigation. NASA SP-262.
- Keeton, William (1977). Magnetic Reception. (biology). In Encyclopedia of Science and Technology, 2nd Ed. McGraw-Hill.
- Keeton, William (1979). Pigeon Navigation.. pages 5–20 in Neural Mechanisms of Behavior in the Pigeon. (A. M. Granda and J. H. Maxwell, Eds.) Plenum Publishing.
- Dingle, Hugh; Drake, V. Alistair (2007). „What is migration?”. BioScience. 57 (2): 113—121. doi:10.1641/B570206 .
- Darwin, Charles (24. 4. 1873). „Origin of Certain Instincts”. Nature. 7 (179): 417—418. Bibcode:1873Natur...7..417D. doi:10.1038/007417a0 .
- Collett, Thomas S; Graham, Paul (2004). „Animal Navigation: Path Integration, Visual Landmarks and Cognitive Maps”. Current Biology. 14 (12): R475—R477. PMID 15203020. S2CID 17881211. doi:10.1016/j.cub.2004.06.013.
- Dunlap, Jay C.; Loros, Jennifer; DeCoursey, Patricia J. (2003). Chronobiology: Biological Timekeeping. Sinauer Associates. ISBN 978-0878931491.
- Alcock, John (2009). Animal Behavior: An Evolutionary Approach. Sinauer Associates. стр. 140–143. ISBN 978-0-87893-225-2.
- Dacke, M.; Nilsson, D. E.; Scholtz, C. H.; Byrne, M.; Warrant, E. J. (2003). „Animal behaviour: Insect orientation to polarized moonlight”. Nature. 424 (6944): 33. Bibcode:2003Natur.424...33D. PMID 12840748. S2CID 52859195. doi:10.1038/424033a.
- Milius, Susan (2003). „Moonlighting: Beetles navigate by lunar polarity”. Science News. 164 (1): 4—5. JSTOR 3981988. doi:10.2307/3981988.
- Roach, John (2003). "Dung Beetles Navigate by the Moon, Study Says", National Geographic News. Retrieved on 2007-08-02.
- Dacke, M.; Nordström, P.; Scholtz, C. H. (мај 2003). „Twilight orientation to polarised light in the crepuscular dung beetle Scarabaeus zambesianus”. Journal of Experimental Biology. 206 (9): 1535—1543. PMID 12654892. doi:10.1242/jeb.00289 .
- Dacke, Marie; Baird, Emily; Byrne, Marcus; Scholtz, Clarke H.; Warrant, Eric J. (2013). „Dung Beetles Use the Milky Way for Orientation”. Current Biology. 23 (4): 298—300. PMID 23352694. doi:10.1016/j.cub.2012.12.034 .
- Bruno Siciliano; Oussama Khatib (20. 5. 2008). Springer Handbook of Robotics. Springer Science & Business Media. ISBN 978-3-540-23957-4.
- Gerald Cook (14. 10. 2011). Mobile Robots: Navigation, Control and Remote Sensing. John Wiley & Sons. ISBN 978-1-118-02904-6.
- Sandeep Kumar Shukla; Jean-Pierre Talpin (5. 8. 2010). Synthesis of Embedded Software: Frameworks and Methodologies for Correctness by Construction. Springer Science & Business Media. ISBN 978-1-4419-6400-7.
- Battin, R. H. (1982). „Space guidance evolution - A personal narrative”. Journal of Guidance Control Dynamics. 5 (2). Bibcode:1982JGCD....5...97B. doi:10.2514/3.19761.
- MacKenzie, Donald A. (1993). Inventing Accuracy: A Historical Sociology of Nuclear Missile Guidance. MIT Press. ISBN 978-0-262-63147-1.

## Spoljašnje veze
- Wits University (24. 1. 2013). „Dung Beetles Follow the Milky Way: Insects Found to Use Stars for Orientation”. ScienceDaily. Приступљено 25. 1. 2013.
- Adams, Cecil. „Is "dead reckoning" short for "deduced reckoning"?”. straightdope.com. Приступљено 2018-02-02.